# Anatoli Pepeliàiev
Anatoli Nikolàievitx Pepeliàiev (rus: Анатолий Николаевич Пепеляев, transliteració en anglès: Anatoly Pepelyayev) (Tomsk, 15 d'agost de 1891 - ?, 14 de gener de 1938) va ser un militar rus, general de l'Exèrcit Blanc que va dirigir els exèrcits siberians de l'almirall Kolchak durant la Guerra Civil Russa.
Pepeliàiev va prendre part a la Primera Guerra Mundial com a Lloctinent Coronel. Després de la Revolució Russa de 1917, va adherir-se al Moviment Blanc de la seva nativa ciutat siberiana de Tomsk.
El 18 de juny de 1918 entrà a Krasnoiarsk; el 26 d'agost avançà cap a Txità. Va enllaçar amb els cosacs d'Amur de Grigory Semyonov el setembre.
La seva victòria més gran va ser la captura de Perm el 24 de desembre de 1918. Les fortes gelades van impedir un posterior avanç cap a Sakha.
El seu darrer èxit va ser capturar Glazov el 2 de juny de 1919. A finals d'any l'Exèrcit Blanc va quedar col·lapsat pel pànic i van abandonar Omsk, i després Tomsk.
Pepeliàiev va emmalaltir de tifus i va anar a fer la convalescència a Harbin. La resta de tropes de l'Exèrcit Blanc s'uniren a les de Vladímir Kappel i travessaren el glaçat Llac Baikal durant la Gran Marxa Gelada Siberiana.
El 31 d'agost de 1922, Pepeliàiev i 553 voluntaris "druzhina" embarcaren en la darrera gran operació de la Guerra Civil Russa. Salparen de la mar d'Okhotsk i desembarcaren al port d'Okhotsk, tractant de penetrar cap a l'oest.
El setembre, Pepeliàiev navegà a través del riu Okhota amb intenció d'anar a Iakutsk. Les seves tropes van ser aturades pels bolxevics d'Ivan Strod. Pepeliàiev tractà d'anar cap Sakhalín. Va ser derrotat prop d'Okhotsk l'1 de maig i es rendí als bolxevics després del setge d'Ayan el 17 de juny de 1923.

## Empresonament i mort
Pepeliàiev va ser jutjat per un tribunal militar de Vladivostok i sentenciat a morir afusellat. Va demanar clemència a Mikhail Kalinin i la seva sentència va ser commutada per la de 10 anys de presó. Va complir la condemna a la presó de Iaroslavl i després a Butyrki. Pepeliàiev finalment va ser alliberat el 6 de juny de 1936 i va treballar de fuster a Vorónej. L'agost de 1937, durant la Gran Purga, va tornar a ser arrestat i portat a Novosibirsk, jutjat com a contrarevolucionari i executat el 14 de gener de 1938, junt amb Ivan Strod, com a enemics del poble. Pòstumament va ser rehabilitat el 1989.